# The Hollywood Argyles
The Hollywood Argyles waren eine US-amerikanische Musikgruppe aus Los Angeles, Kalifornien.

## Geschichte
Hollywood Argyles war zunächst nicht mehr als ein von Gary Paxton und dem Produzenten Kim Fowley erfundener Name, unter dem sich der von Dallas Frazier geschriebene Novelty Song Alley-Oop Mitte 1960 zum Nummer-eins-Hit in den Billboard-Charts und Millionenseller entwickelte.
Gary Paxton war zu dieser Zeit vertraglich an Brent Records gebunden, wo er als Sänger im Duo Skip & Flip Schallplattenaufnahmen machte, und so konnte Alley-Oop nicht unter seinem Namen veröffentlicht werden. Die Single erschien auf dem Schallplattenlabel „Lute“.
An der Aufnahme waren Gaynel Hodge (Piano), Harper Cosby (Bass), Ronnie Caleco (auch Ronnie Silico, Schlagzeug), Sandy Nelson („garbage can“ und „screams“), sowie als Backgroundsänger Dallas Fraizer, Buddy Mize, Scotty Turner und andere beteiligt. Kim Fowley produzierte die Aufnahme, Gary Paxton war Leadsänger und Arrangeur.
Nach dem großen Erfolg des Songs stellte Paxton eine Band unter dem Namen Hollywood Argyles zusammen, deren Besetzung bei Auftritten von Fall zu Fall variierte; einige Musiker waren aber auch fest angestellt. An weiteren Aufnahmen, die zusammen mit Alley-Oop und dessen B-Seite Sho' Know a Lot About Love auf der LP The Hollywood Argyles Featuring Gary Paxton erschienen, waren Ted Marsh (Vocals), Deary Weaver (Gitarre), Marshall Leib (Piano), Gary "Spider" Webb (Schlagzeug), Bobby Rey (Saxofon) and Ted Winters (Bass) beteiligt.
Paxton nahm als Hollywood Argyles noch weitere Schallplatten auf, bevor der Name schließlich in der Bedeutungslosigkeit verschwand.

## Diskografie

### Singles
- Alley-Oop / Sho' Know a Lot About Love (Lute 1960)
- Gun Totin' Critter Named Jack / The Bug Eyed Man (Lute 1960)
- Hully Gully / So Fine (Lute 1960)
- You've Been Torturing Me / The Grubble (Paxley 1961, als Gary Paxton & the Hollywood Argyles)
- Long-Hair-Unsquare Dude Called Jack / Ole (Chatahoochie 1965)
- Alley Oop '66 / Do the Funky Foot (Kammy 1966)

### Alben
- The Hollywood Argyles Featuring Gary Paxton (Lute 1960)